# オオバナカズラ

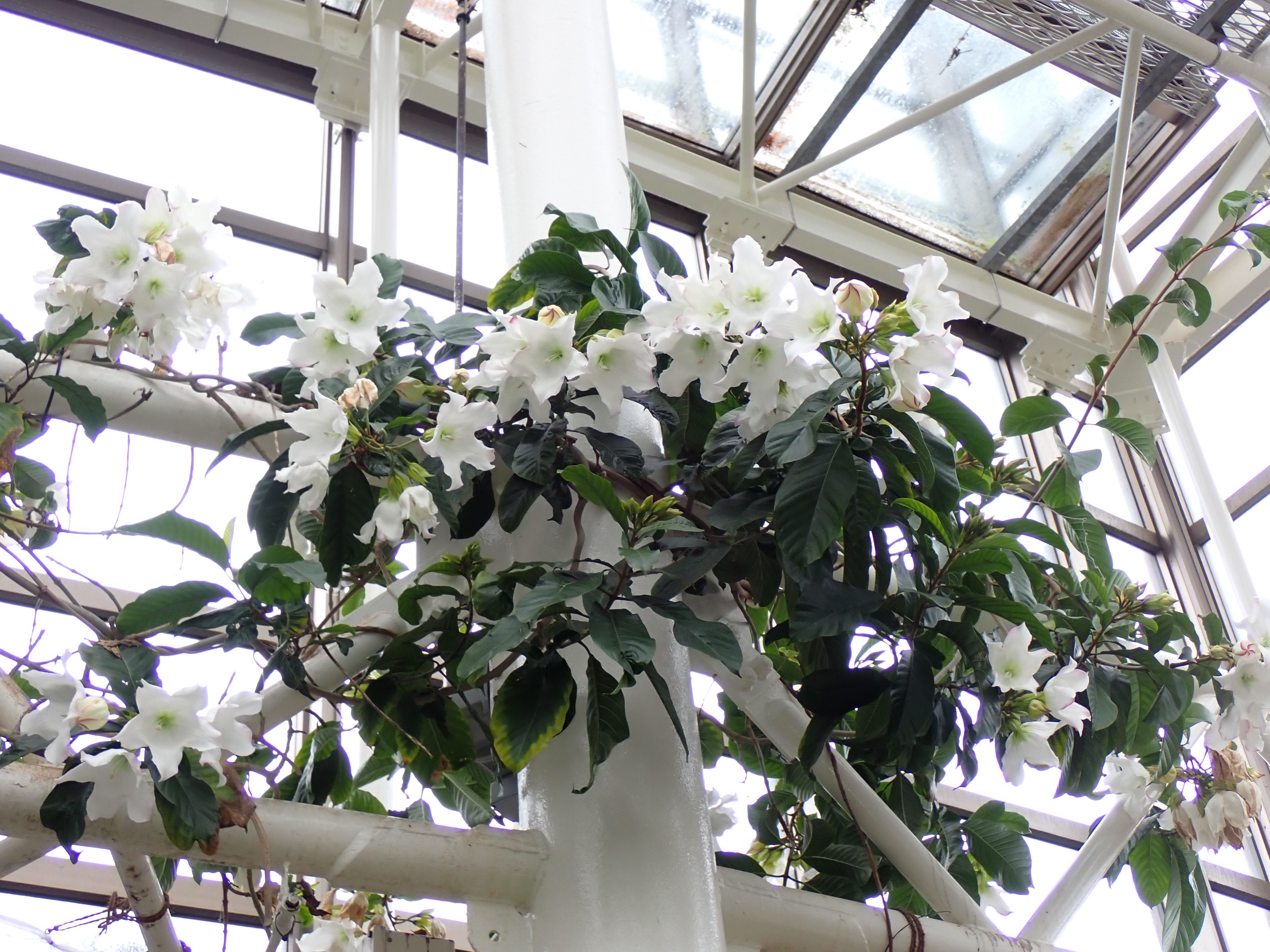
温室内への植栽

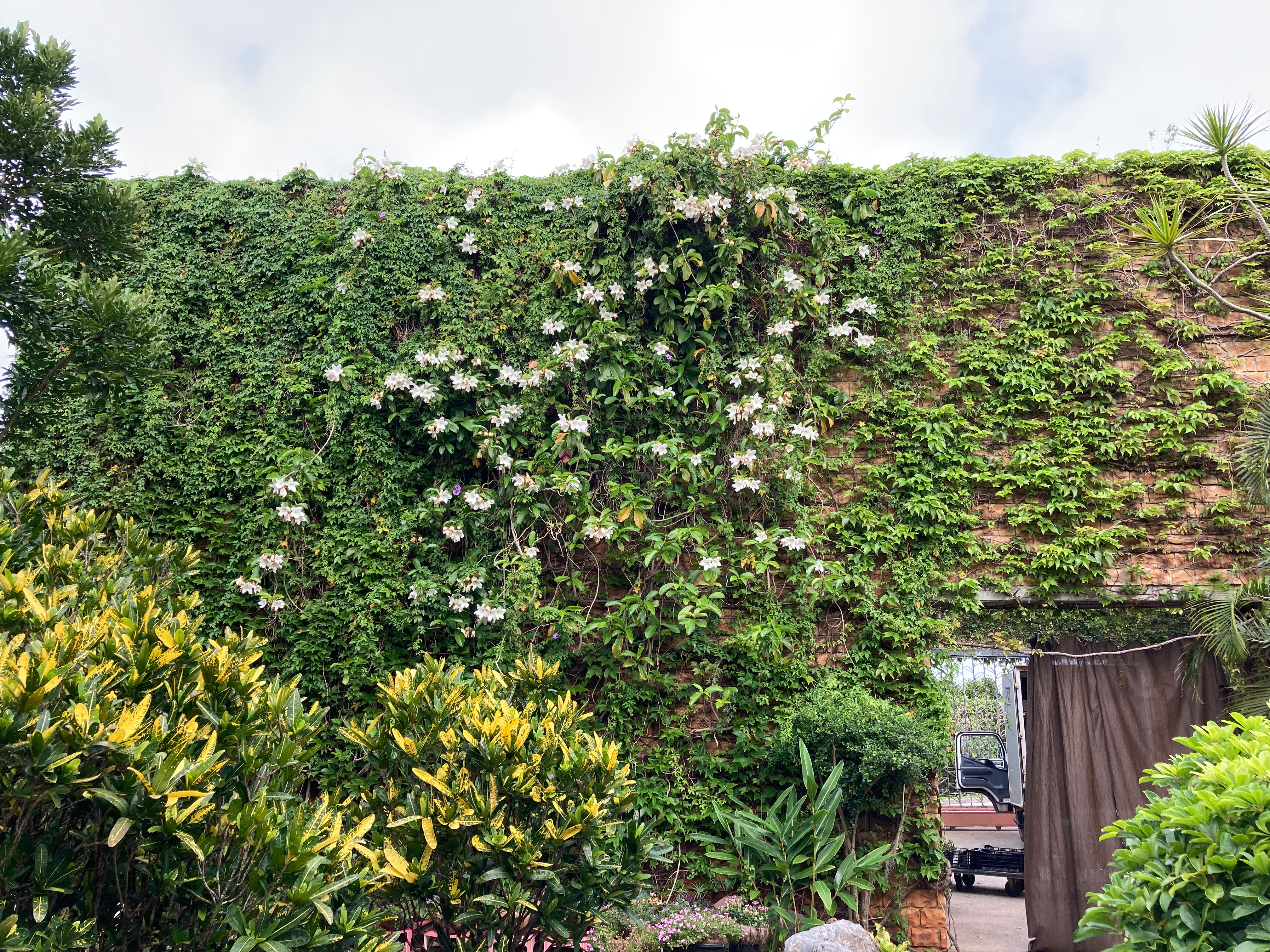
屋外への植栽

オオバナカズラ（ボーモンティア・グランディフロラ、学名：Beaumontia grandiflora）はキョウチクトウ科の大型つる植物。

## 特徴
茎は数十 mに長く伸び、他物に巻き付く。葉は楕円形～卵形で対生する。葉表は光沢があり、葉脈が目立つ。花冠は白色の漏斗型で長さ・径ともに10 cmほど、先は5裂する。雄しべは5本。8–10個の花が群がって咲く。花はスミレに似た芳香がある。開花期は12–4月。

## 分布
インド、ヒマラヤ原産。POWOではインド～東南アジア～中国南部原産としている。

## 利用
パーゴラ、庭園、公園樹。日当たりが良く排水の良い場所に植栽する。耐風性が弱いので冬の季節風が直接当たらない場所に植栽する。短花枝に多く開花するため、選定は定期的に行う。病虫害は少ない。繁殖は実生や取り木による。挿し木の場合は開花まで4–5年を要する。